# Somatotropina bovina

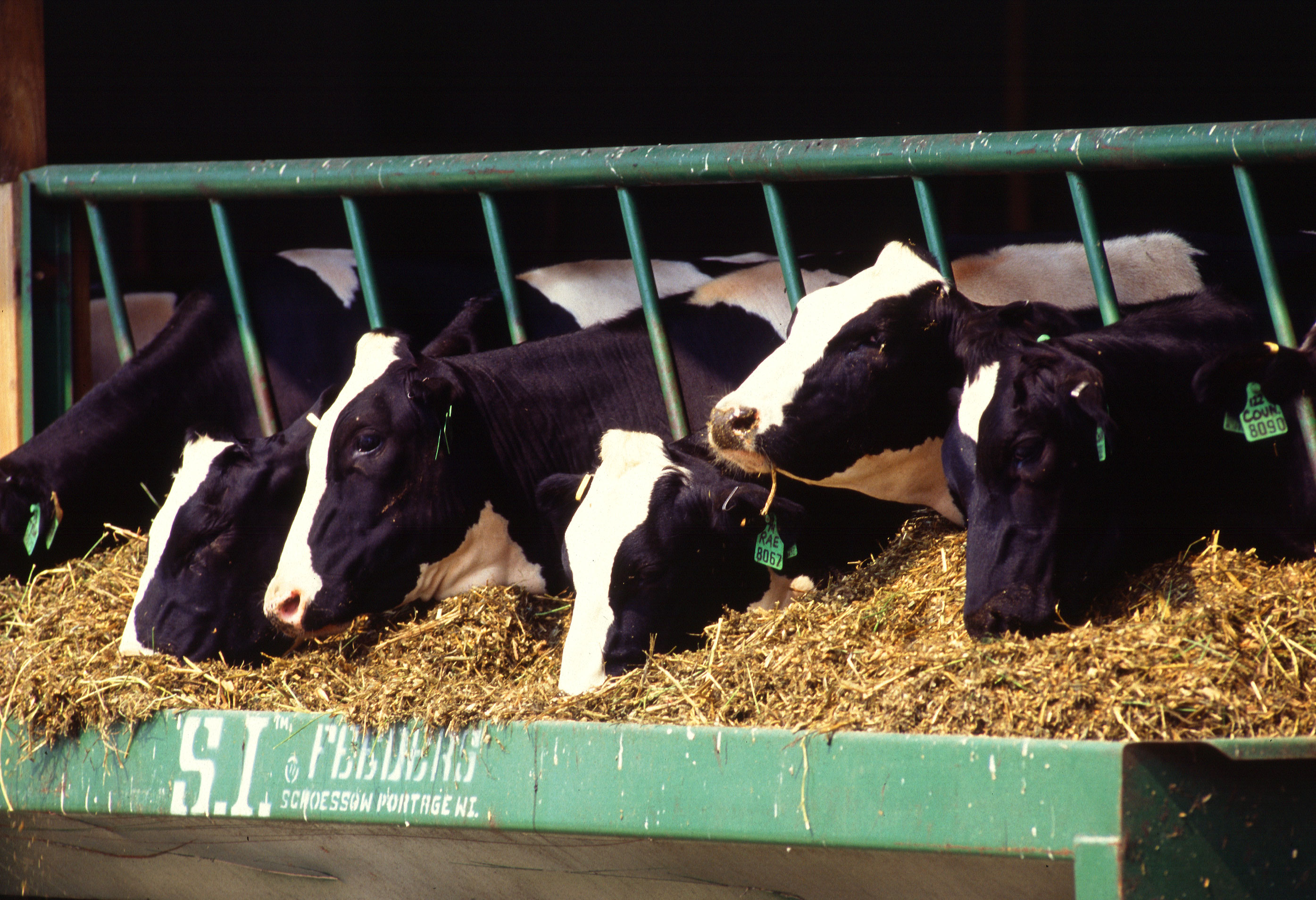
rBST es un producto principalmente para el ganado lechero.

Somatotropina bovina (abreviado como BST) es una hormona proteínica producida en la glándula pituitaria del ganado. Es también llamada la hormona del crecimiento bovina, o rBGH.
La BST puede ser producida sintéticamente, utilizando la tecnología de ADN recombinado. El producto resultante se llama somatotropina bovina recombinante (rBST), hormona de crecimiento bovino recombinada (rBGH,  del inglés "recombinant bovine growing hormon") , u hormona de crecimiento artificial. 
Se administra a la vaca por inyección y se utiliza para aumentar la producción de leche. 
Monsanto comercializa la somatotropina bovina recombinante, bajo el nombre comercial Posilac. En Latinoamérica la empresa Elanco comercializa la rBST bajo el nombre comercial de Lactotropina.

## Fisiología
Una vaca naturalmente segrega la somatotropina bovina (BST) por el torrente sanguíneo. Algunas de ellas se traban en los receptores del hígado, que producen un factor de crecimiento tipo insulina 1 (IGF-1) que entra en la sangre muy bien. Estas dos hormonas tienen diferentes efectos en el cuerpo, incluido el aumento de la distribución de la grasa para la energía y ayudar a prevenir la muerte de la célula mamaria. La combinación de un aumento de la energía da una mayor distribución de grasa y disminución de la muerte de las células mamarias, que  es la causa de una mayor producción de leche.
Los estudios han demostrado que no hay aumento en la cantidad de BST secretada en la leche cuando a una vaca se le inyecta rBST. Sin embargo, los estudios son menos claros acerca de si  la IGF-1 y la IGF-2 aumentan o no la producción. La cantidad de IGF-1 y de IGF-2 secretada varía en gran medida por etapa de lactancia. Las mayores polémicas son debido a que estas hormonas se administran en cantidades elevadas a las vacas, y causan una serie de efectos secundarios en ellas entre los cuales se incluyen la mastitis, la cual genera dolor e inflamación de la ubre produciendo infección y  pus (el cual pasará a la leche con el ordeño), por ello se administran antibióticos tratando disminuir la infección y la inflamación. Pero tanto el pus como los antibióticos pasan a la leche luego comercializada y a sus derivados lácteos.

## Relación de la IGF-1 con el cáncer de mama y próstata
Una investigación europea sobre los efectos potenciales de la rBGH a la salud humana evidenció que existe una correlación  entre la IGF - 1 y los cánceres de mama y próstata. El informe decía, entre otros aspectos: "el riesgo relativo de cáncer de mama aumenta con la cantidad de productos lácteos consumidos...". Estas conclusiones son particularmente serias y preocupantes cuando se trata de infantes como consumidores. 
Los niños toman más cantidad de leche que los adultos, y su exposición es mayor porque tienen menor masa corporal y un sistema inmune aún menos desarrollado, capaz de procesar los contaminantes de la leche. Debido precisamente a que en sus organismos los sistemas todavía están desarrollándose, el sobrestímulo prematuro del crecimiento por ingestión sostenida de IGF-1 en niveles elevados es una verdadera preocupación (por su interferencia o injerencia en el aparato reproductor, que también está aún desarrollándose).

## Regulación
El uso del rBGH está permitido en Estados Unidos. En Argentina no se encuentra registrado en el Senasa de acuerdo a la información suministrada por el Registro de Productos Veterinarios del mismo para el mes de marzo del 2015. El producto no está registrado, es decir, no está permitido su uso, en la Unión Europea, Canadá, Japón, Australia y Nueva Zelanda. En la Unión Europea, está prohibido expresamente. Sin embargo, no existe prohibición para la comercialización de productos derivados de leche de vaca procedentes de Estados Unidos en estos otros mercados.